# Campionat d'Espanya de Motociclisme de Velocitat
El Campionat d'Espanya de Motociclisme de Velocitat, més conegut com a Campionat d'Espanya de Velocitat (abreujat CEV), fou la màxima competició de motociclisme de velocitat que es disputava a l'estat espanyol. Fins al 2013 fou una competició d'abast estatal regulada per la federació espanyola de motociclisme, RFME. El 2014, la FIM se'n va fer càrrec i elevà el campionat a rang internacional alhora que li canviava el nom pel de FIM CEV Repsol International Championship. Es tractava, doncs, de la principal competició internacional de motociclisme de velocitat després del Campionat del Món, amb un complet calendari de curses que s'esqueien sovint la setmana anterior o posterior a algun dels Grans Premis europeus i servia de planter de joves valors i de banc de proves per als pilots abans de passar al mundial.
D'ençà de la temporada del 2022, l'antic campionat FIM CEV es va cancel·lar en ser substituït pel campionat de nova creació FIM JuniorGP, el qual consta de les categories de Moto3 (la principal), Moto2 i la Copa de promoció European Talent Cup. Des d'aleshores, el principal campionat de velocitat que es disputa a l'estat espanyol és la Copa d'Espanya de Velocitat, adreçada a pilots novells i subdividida en diverses categories promocionals.

## Història
La primera edició de quelcom semblant a un campionat estatal de motociclisme fou la cursa celebrada el 1909 al Circuit de Sitges-Baix Penedès, anomenada Campionat Motorista espanyol. A partir de 1912 es disputà amb certa regularitat una cursa anual, anomenada oficiosament Campionat Motociclista d'Espanya, que anava canviant d'escenari a cada ocasió. Aquests campionats s'anaren desenvolupant fins al 1935 i s'interromperen amb l'esclat de la guerra civil espanyola, reprenent-se'n l'organització a partir de 1940.

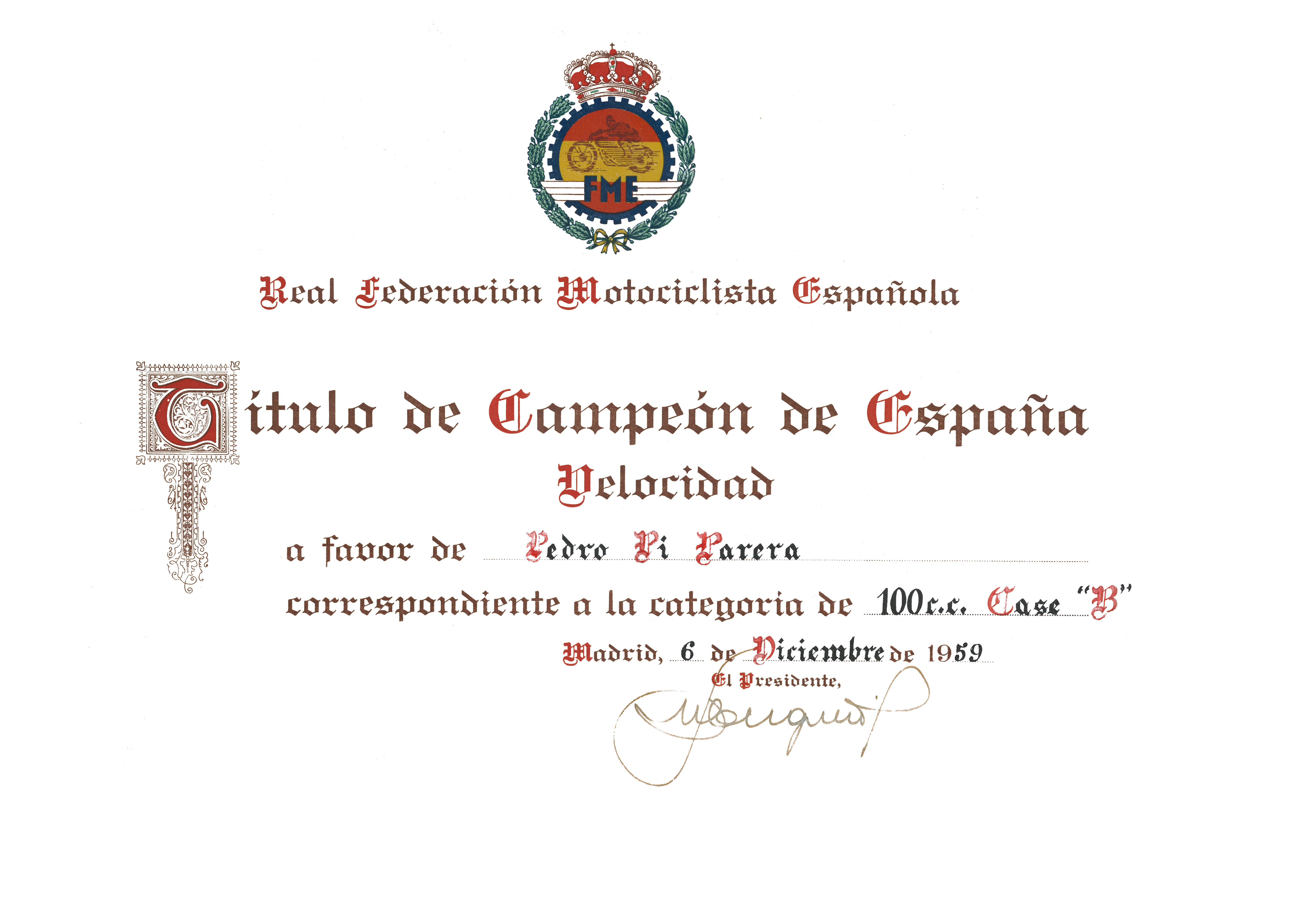
El títol oficial de Campió d'Espanya que guanyà Pere Pi el 1959

El darrer any en què el Campionat es disputà amb el format d'una única cursa fou el 1949. A partir de 1950, la RFME instaurà un nou Campionat d'Espanya de Velocitat disputat a diverses curses arreu de l'estat, a imitació del Campionat del Món que s'acabava d'inaugurar un any abans. A tall d'exemple, el campionat de 1959 de 100 cc constava de quatre curses: Castelló de la Plana, Burgos, Logronyo i Sòria. Durant anys, les curses se celebraren majoritàriament en circuits urbans on no era fàcil garantir la seguretat de pilots i espectadors (l'únic circuit homologable als internacionals era el del Jarama, ja que el de de Calafat era massa petit per a celebrar-hi les curses). No fou fins al tombant de la dècada del 1980 que començaren a proliferar nous circuits permanents (Catalunya, Jerez, Albacete), cosa que va possibilitar augmentar el nivell de competitivitat del campionat i millorar les aptituds dels pilots.
Després d'uns anys de forta davallada de seguiment, el 1993 el campionat es comercialitzà i es va rebatejar com a Open Ducados, passant a ser gestionat per la promotora d'esdeveniments RPM Exclusivas, propietat de l'editor de Solo Moto Jaume Alguersuari. Durant les tres primeres temporades, la injecció econòmica subsegüent i la retransmissió televisiva en directe van rellançar el campionat, el qual va començar a atraure pilots internacionals. A partir de 1996, però, l'activitat va tornar a decaure. Finalment, el 1998, Dorna Sports, S.L. (empresa espanyola que col·labora actualment en l'organització del mundial de MotoGP) esdevingué la promotora del campionat, el qual comptà també amb el patrocini de la cervesera espanyola Buckler. En aquella època s'inicià la concurrència regular de pilots estrangers i, cap a mitjan dècada del 2000, l'aleshores anomenat CEV Buckler va esdevenir el campionat estatal de motociclisme de referència, especialment pel que fa a les classes de petita cilindrada. Molts dels actuals pilots catalans que dominen el mundial de motociclisme i també estrangers com ara l'alemany Stefan Bradl van obtenir la seva primera experiència internacional al CEV. La temporada del 2012 fou la darrera que comptà amb el patrocini de Buckler, ja que a partir del 2013 el patrocinador del campionat fou Repsol, motiu pel qual la competició passà a anomenar-se oficialment CEV Repsol.
Amb el pas dels anys, el campionat d'Europa de motociclisme que havia reinstaurat la FIM Europe el 1981 anà perdent pistonada alhora que el Campionat d'Espanya s'anava consolidant com a un dels millors planters per al mundial, de manera que la temporada del 2014 el campionat espanyol fou reanomenat oficialment FIM CEV Repsol International Championship. Aquella mateixa temporada es va aprovar una nova norma que permet al vigent campió del FIM CEV Repsol passar directament a la categoria de Moto3 del mundial malgrat no tenir l'edat mínima reglamentària de 16 anys. Aquest nou reglament va permetre a Fabio Quartararo, doble campió del CEV, debutar al mundial a l'edat de 15 anys.

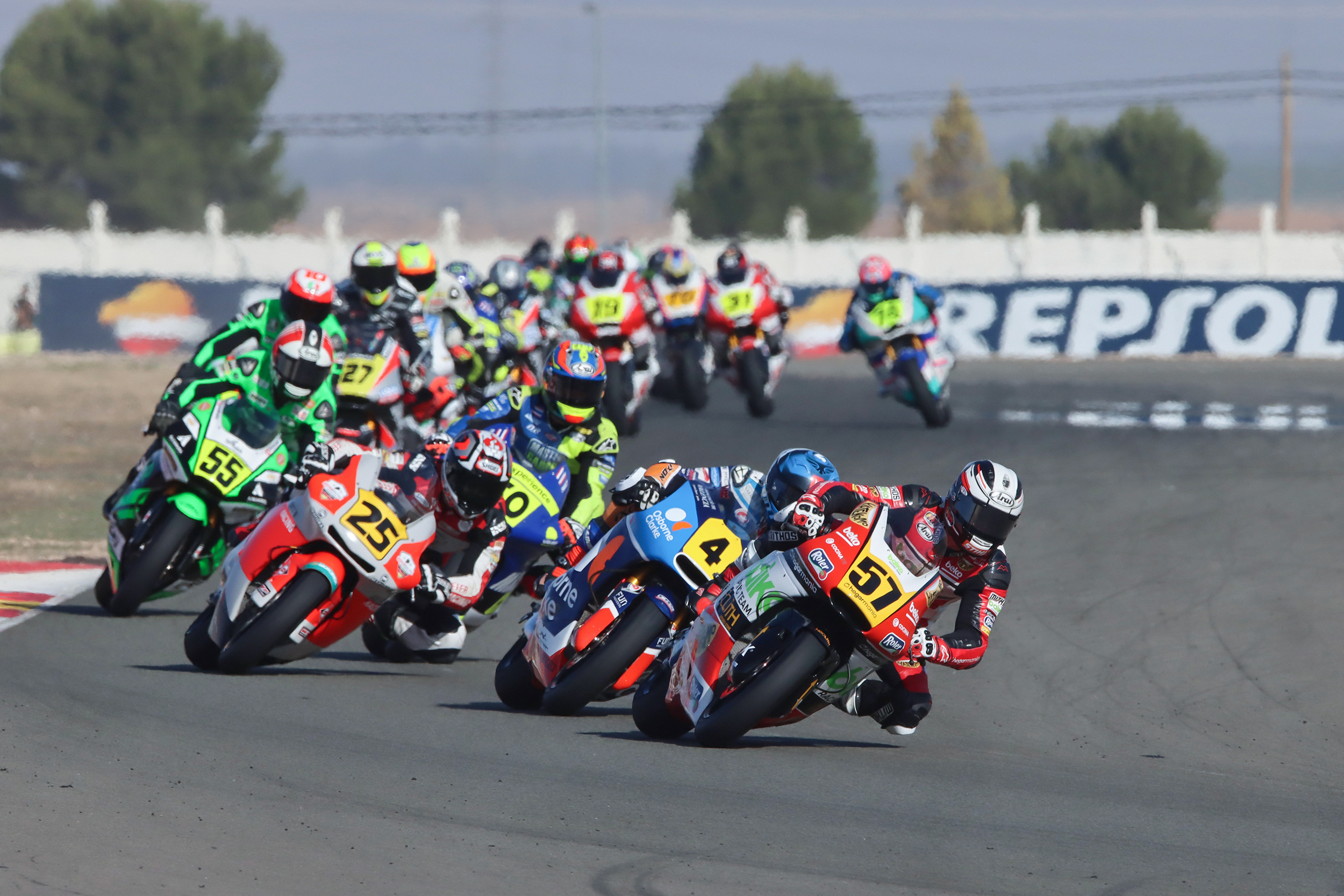
Una cursa de Moto2 a Albacete durant el FIM CEV Repsol del 2019

A partir de la temporada del 2015, la FIM elevà al rang de Campionat d'Europa dues classes del CEV, Moto2 i Superbike (amb els noms respectius de CEV Moto2 i CEV Superbike): els guanyadors del campionat espanyol en aquestes dues categories rebien automàticament el títol de campió d'Europa malgrat que les curses es disputaven només en circuits de l'estat espanyol. A més, la categoria Moto3 fou promoguda al rang de campionat del món amb el nom de FIM CEV Moto3 Junior World Championship.
A data de 2021, el campionat d'Europa es reduïa a una única classe (la Moto2 del CEV), anomenada FIM Moto2 European Championship. D'ençà de la temporada del 2022, aquest campionat passà a integrar-se dins el campionat de nova creació FIM JuniorGP (substitut de l'antic campionat mundial FIM CEV Moto3) com a classe de suport, al costat de la Copa d'Europa per a joves valors (una antiga copa complementària del CEV), la Hawkers European Talent Cup.

## Categories
A les primeres edicions "oficioses" del Campionat, la cilindrada de la motocicleta era lliure, existint doncs una única categoria anomenada Força lliure. Aviat se'n van anar definint de diverses, tot agrupant els participants per la cilindrada de la seva motocicleta: 250cc, 350cc, 500cc, etc., així com una categoria per a sidecars.
Amb l'aparició i progressiu predomini de les motocicletes amb motor de dos temps s'establiren categories de petita cilindrada, favorables a aquesta mena de motors: 100cc, 125cc, i més tard 50cc (que es canvià després a 80cc). Al llarg dels anys s'anaren afegint i eliminant altres categories, fins a arribar a la fórmula actual de dues de principals: Moto3 i Moto2.

## Llista de Campions
Fonts:

### Campionat Motorista espanyol
| Edició | Any  | Circuit             | Força lliure                   |
| ------ | ---- | ------------------- | ------------------------------ |
| 1      | 1909 | Sitges-Baix Penedès | Miquel Arteman (Griffon/Zedel) |

### Campionat Motociclista d'Espanya

#### 1912-1926
| Edició | Any  | Circuit       | Força lliure                     | Força lliure                      |
| ------ | ---- | ------------- | -------------------------------- | --------------------------------- |
| I      | 1912 | Madrid        | Miguel Lliviría (Peugeot/Alcyon) | Miguel Lliviría (Peugeot/Alcyon)  |
|        |      |               | 350cc                            | 500cc                             |
| II     | 1915 | Bilbao        | Rodrigo Díaz                     | Rodolfo Cardenal                  |
|        |      |               | Motos                            | Sidecars                          |
| III    | 1916 | Sant Sebastià | Florencio Fuentes                | Miguel Lliviría                   |
| IV     | 1917 | Madrid        | Luis Coppel (Harley-Davidson)    | Miguel Lliviría (Harley-Davidson) |
|        |      |               |                                  |                                   |
| V      | 1919 | Cardedeu      | Román Uribesalgo (Indian)        | Miguel Lliviría (Indian)          |
|        |      |               |                                  |                                   |
| VI     | 1924 | Terramar      | Ignasi Macaya (Indian)           | -                                 |
| VII    | 1925 | Barcelona     | Zacarías Mateos                  | Vicente Naure                     |
| VIII   | 1926 | Alcorcón      | Laureano González                | Vicente Naure                     |

1. ↑  Per bé qua algunes fonts esmenten erròniament la de 1915, l'edició de 1912 de l'anomenat "Campionat Motociclista d'Espanya" és considerada com a la primera de l'actual Campionat d'Espanya de velocitat.[4][16]

#### 1930-1935
| Edició | Any  | Circuit   | 250cc                 | 350cc                   | 500cc                   |                       |
| IX     | 1930 | L'Ametlla | Joan Baliarda (Ariel) | Manuel Alegre (Norton)  | Ignasi Faura            |                       |
| X      | 1931 | Getxo     | Ignasi Faura (Ariel)  | Frederic Viñals (Rudge) | Fernando Aranda (Rudge) |                       |
| XI     | 1932 | Bilbao    | Antoni Moixó          | -                       | Fernando Aranda         |                       |
| XII    | 1933 | Bilbao    | Tony (Rudge)          | Ernest Vidal (Norton)   | Ernest Vidal (Norton)   |                       |
| XIII   | 1934 | Montjuïc  | -                     | Fernando Aranda         | Fernando Aranda         |                       |
|        |      |           | 250cc                 | 350cc                   | Força lliure            | Sidecars              |
| XIV    | 1935 | Madrid    | Antoni Moixó (Rudge)  | Joan Gili (Norton)      | Antoni Moixó (Rudge)    | Manuel Torres (Rudge) |

1. ↑  Guanyà el portuguès Alexander Black (Velocette)

#### 1940-1949
| Edició | Any  | Circuit   |                             |                               |                         | 350cc                             | 500cc                        | +500cc                                              |
| ------ | ---- | --------- | --------------------------- | ----------------------------- | ----------------------- | --------------------------------- | ---------------------------- | --------------------------------------------------- |
| XV     | 1940 | ?         |                             |                               |                         | -                                 | -                            | Ernest Vidal                                        |
| XVI    | 1941 | Madrid    | José Miguel Liunda          | Joan Jover                    | Ernest Vidal            |                                   |                              |                                                     |
| XVII   | 1942 | ?         | -                           | -                             | Ernest Vidal            |                                   |                              |                                                     |
| XVIII  | 1943 | ?         | -                           | -                             | Ernest Vidal            |                                   |                              |                                                     |
| XIX    | 1944 | ?         | -                           | -                             | Ernest Vidal            |                                   |                              |                                                     |
| XX     | 1945 | Madrid    | Joan Gili (Rudge)           | -                             | Ernest Vidal            |                                   |                              |                                                     |
|        |      |           | 100cc                       | 125cc                         | 250cc                   | 350cc                             | Força lliure                 | Sidecars                                            |
| XXI    | 1946 | Montjuïc  | Andreu Bresca · (Montesa)   | Joan Soler Bultó · (Montesa)  | Ignasi Faura · (Terrot) | Joan Gili · (Norton)              | Ernest Vidal                 | -                                                   |
| XXII   | 1947 | Bilbao    | -                           | Guillem Cavestany · (Montesa) | Roviralta · (Rudge)     | Joan Gili                         | Xabier Ortueta               | Manuel Giró · Jaume Pahissa                         |
| XXIII  | 1948 | Santander | -                           | Leopold Milà · (Montesa)      | Paco Bultó · (Montesa)  | Santiago López Sert · (Velocette) | Xabier Ortueta               | Frederic Viñals · Jaume Pahissa · (Harley-Davidson) |
|        |      |           | 100cc                       | 125cc                         |                         | 350cc                             | 500cc                        | Sidecars                                            |
| XXIV   | 1949 | Salamanca | Arturo Elizalde · (Montesa) | Alfons Milà · (Montesa)       |                         | Xabier Ortueta · (Velocette)      | Xabier Ortueta · (Velocette) | Juan Kutz                                           |

### Campionat d'Espanya de Velocitat

#### 1950-1960
| Edició | Any  | 100cc                         | 125cc                             | 250cc                       | 350cc                     | 500cc                     | Sidecars                     |
| ------ | ---- | ----------------------------- | --------------------------------- | --------------------------- | ------------------------- | ------------------------- | ---------------------------- |
| I      | 1950 | Guillem Cavestany · (Montesa) | Joan Soler Bultó · (Montesa)      | Fernando Aranda · (Rudge)   | Xabier Ortueta · (Norton) | -                         | Frederic Viñals              |
| II     | 1951 | -                             | Luciano Gómez (Montesa)           | -                           | Xabier Ortueta · (Norton) | Xabier Ortueta · (Norton) | Llorenç Millastre · (Norton) |
| III    | 1952 | -                             | José Antonio Elizalde · (Montesa) | -                           | Juan Insa (Norton)        | Juan Leal (Norton)        | -                            |
| IV     | 1953 | -                             | Joan Bertrand · (Montesa)         | -                           | Xabier Ortueta · (Norton) | Xabier Ortueta · (Norton) | Llorenç Millastre · (Norton) |
| V      | 1954 | -                             | Juan Atorrasagasti (MV Agusta)    | -                           | Paco González · (Norton)  | Paco González · (Norton)  | Miguel Pérez · (BSA)         |
| VI     | 1955 | -                             | Juan Atorrasagasti (MV Agusta)    | -                           | Alfredo Flores · (Norton) | Paco González · (Norton)  | Roger Montané · (Norton)     |
| VII    | 1956 | -                             | Gabriel Corsín (MV Agusta)        | -                           | Paco González · (Norton)  | Paco González · (Norton)  | Demetrio del Val             |
| VIII   | 1957 | -                             | Jesús Ferrero (MV Agusta)         | Ignasi Sagnier · (Lube-NSU) | Alfredo Flores · (Norton) | Paco González · (Norton)  | Demetrio del Val             |
| IX     | 1958 | -                             | Jesús Ferrero (MV Agusta)         | -                           | Alfredo Flores · (Norton) | Paco González · (Norton)  | Carlos del Val               |
| X      | 1959 | Pere Pi · (Derbi)             | Jesús Ferrero (MV Agusta)         | Josep Maria Rodà            | -                         | Paco González · (Norton)  | -                            |
| XI     | 1960 | -                             | Jesús Ferrero (MV Agusta)         | -                           | -                         | Paco González · (Norton)  | -                            |

#### 1961-1974
| Edició | Any  |                             | 125cc                       | 250cc                   |
| ------ | ---- | --------------------------- | --------------------------- | ----------------------- |
| XII    | 1961 |                             | Paco González (Bultaco)     | -                       |
| XIII   | 1962 | Ramon Torras (Bultaco)      | -                           |                         |
| XIV    | 1963 | Paco González jr. (Bultaco) | Josep M. Busquets (Montesa) |                         |
| XV     | 1964 | Ramon Torras (Bultaco)      | Ramon Torras (Bultaco)      |                         |
| XVI    | 1965 | José Medrano (Bultaco)      | José Medrano (Bultaco)      |                         |
|        |      | 50cc                        | 125cc                       | 250cc                   |
| XVII   | 1966 | Josep M. Busquets (Derbi)   | Josep M. Busquets (Montesa) | Ramiro Blanco (Bultaco) |
| XVIII  | 1967 | Angel Nieto (Derbi)         | Angel Nieto (Derbi)         | Santiago Herrero (OSSA) |
| XIX    | 1968 | -                           | Angel Nieto (Derbi)         | Santiago Herrero (OSSA) |
| XX     | 1969 | -                           | Angel Nieto (Derbi)         | Carles Giró (OSSA)      |
| XXI    | 1970 | Angel Nieto (Derbi)         | José Medrano (Bultaco)      | José Medrano (Bultaco)  |
| XXII   | 1971 | Angel Nieto (Derbi)         | Angel Nieto (Derbi)         | Angel Nieto (Derbi)     |
| XXIII  | 1972 | Angel Nieto (Derbi)         | Angel Nieto (Derbi)         | Angel Nieto (Derbi)     |
| XXIV   | 1973 | Benjamí Grau (Derbi)        | Angel Nieto (Derbi)         | Angel Nieto (Derbi)     |
| XXV    | 1974 | Benjamí Grau (Derbi)        | Angel Nieto (Derbi)         | Angel Nieto (Derbi)     |

Categories esporàdiques
|      | Campions que ho foren en categoria «Afeccionats», tant si era un títol complementari de la cilindrada en qüestió, com si per a aquesta no n'hi havia cap altre Guanyadors de la categoria complementària del campionat de 125cc, anomenada «Pilots» (vigent de 1961 a 1966) \| Any \| 125cc Pilots \| 125cc Afeccionats \| 175cc \| +175cc fins a 250cc \| +175cc fins a 500cc Afeccionats \| 500cc Afeccionats \| \| ---- \| --------------------------- \| -------------------------- \| ---------------------- \| ------------------- \| ------------------------------- \| ------------------------ \| \| 1957 \| - \| Antonio Hernando (Montesa) \| - \| - \| - \| - \| \| 1958 \| - \| - \| - \| - \| - \| - \| \| 1959 \| - \| César Gracia (Montesa) \| - \| - \| - \| Jaume Aragonés (Sanglas) \| \| 1960 \| - \| Jordi Sirera (Montesa) \| - \| - \| Arturo Amat (Mòndial) \| - \| \| 1961 \| Paco González jr. (Montesa) \| - \| - \| - \| - \| - \| \| 1962 \| Ramon Torras (Bultaco) \| - \| - \| - \| - \| - \| \| 1963 \| Ramiro Blanco (Bultaco) \| - \| Jordi Sirera (Montesa) \| - \| - \| - \| \| 1964 \| Ramon Torras (Bultaco) \| - \| Ramon Torras (Bultaco) \| - \| - \| - \| \| 1965 \| Maurici Aschl (Bultaco) \| - \| - \| - \| - \| - \| \| 1966 \| José Medrano (Montesa) \| - \| - \| José Medrano \| - \| - \| \| 1967 \| - \| - \| - \| Santi Herrero \| - \| - \| |                            |                        |                     |                                 |                          |
| Any  | 125cc Pilots | 125cc Afeccionats          | 175cc                  | +175cc fins a 250cc | +175cc fins a 500cc Afeccionats | 500cc Afeccionats        |
| 1957 | - | Antonio Hernando (Montesa) | -                      | -                   | -                               | -                        |
| 1958 | - | -                          | -                      | -                   | -                               | -                        |
| 1959 | - | César Gracia (Montesa)     | -                      | -                   | -                               | Jaume Aragonés (Sanglas) |
| 1960 | - | Jordi Sirera (Montesa)     | -                      | -                   | Arturo Amat (Mòndial)           | -                        |
| 1961 | Paco González jr. (Montesa) | -                          | -                      | -                   | -                               | -                        |
| 1962 | Ramon Torras (Bultaco) | -                          | -                      | -                   | -                               | -                        |
| 1963 | Ramiro Blanco (Bultaco) | -                          | Jordi Sirera (Montesa) | -                   | -                               | -                        |
| 1964 | Ramon Torras (Bultaco) | -                          | Ramon Torras (Bultaco) | -                   | -                               | -                        |
| 1965 | Maurici Aschl (Bultaco) | -                          | -                      | -                   | -                               | -                        |
| 1966 | José Medrano (Montesa) | -                          | -                      | José Medrano        | -                               | -                        |
| 1967 | - | -                          | -                      | Santi Herrero       | -                               | -                        |

#### 1975-1985
| Edició | Any  | 50cc                              | 125cc                     | 250cc                  | 750cc                       |
| XXVI   | 1975 | Benjamí Grau (Derbi)              | Angel Nieto (Derbi)       | Angel Nieto (Derbi)    | Benjamí Grau (Yamaha)       |
| XXVII  | 1976 | Angel Nieto (Bultaco)             | Angel Nieto (Bultaco)     | Benjamí Grau (Derbi)   | Benjamí Grau (Yamaha)       |
| XXVIII | 1977 | Ricardo Tormo (Bultaco)           | Angel Nieto (Bultaco)     | Benjamí Grau (Derbi)   | Benjamí Grau (Yamaha)       |
| XXIX   | 1978 | Ricardo Tormo (Bultaco)           | Angel Nieto (Bultaco)     | Benjamí Grau (Derbi)   | Víctor Palomo (Yamaha)      |
| XXX    | 1979 | Ricardo Tormo (Bultaco)           | Ricardo Tormo (Bultaco)   | Benjamí Grau (Derbi)   | Benjamí Grau (Yamaha)       |
|        |      | 50cc                              | 125cc                     | 250cc                  | 500c                        |
| XXXI   | 1980 | Ricardo Tormo (Bultaco)           | Ricardo Tormo (MBA)       | Angel Nieto (Derbi)    | Carlos Morante (Suzuki)     |
| XXXII  | 1981 | Jorge Martínez "Aspar" (Bultaco)  | Ricardo Tormo (Sanvenero) | Angel Nieto (Siroko)   | Toni García Moreno (Yamaha) |
| XXXIII | 1982 | Jorge Martínez "Aspar" (Bultaco)  | Pedro Cegarra (Sanvenero) | Carles Cardús (Siroko) | Andrés Pérez Rubio (Yamaha) |
|        |      | 80cc                              | 125cc                     | 250cc                  | 500cc                       |
| XXXIV  | 1983 | Jorge Martínez "Aspar" (Metrakit) | Ricardo Tormo (MBA)       | Carles Cardús (Kobas)  | Paco Rico (Suzuki)          |
| XXXV   | 1984 | Jorge Martínez "Aspar" (Derbi)    | Daniel Mateos (MBA)       | Joan Garriga (Yamaha)  | Carlos Morante (Yamaha)     |
| XXXVI  | 1985 | Jorge Martínez "Aspar" (Derbi)    | -                         | Eduard Cots (Arbizu)   | Andrés Pérez Rubio (Yamaha) |

#### 1986-1989
| Edició  | Any  | 80cc                           | 125cc                          | 250cc                  | 500cc                       | Supersport / F-2         |
| XXXVII  | 1986 | Jorge Martínez "Aspar" (Derbi) | Andrés Sánchez Marín (MBA)     | Sito Pons (Honda)      | Joan Garriga (Cagiva)       | Jordi Cavestany (Yamaha) |
|         |      | 80cc                           | 125cc                          | 250cc                  | Superbikes                  | Superstreet              |
| XXXVIII | 1987 | Manuel Herreros (Derbi)        | Andrés Sánchez Marín (MBA)     | Joan Garriga (Yamaha)  | Toni García Moreno (Suzuki) | Josep Voltà (Suzuki)     |
| XXXIX   | 1988 | Jorge Martínez "Aspar" (Derbi) | Jorge Martínez "Aspar" (Derbi) | Albert Puig (Yamaha)   | Josep Voltà (Suzuki)        |                          |
| XL      | 1989 | Jorge Martínez "Aspar" (Derbi) | Manuel Hernández (Honda)       | Manolo Martín (Yamaha) | Herri Torrontegui (Honda)   |                          |

#### 1990-2002
| Edició | Any  | 125cc                             | 250cc                             | Supersport / F-2               | Superbikes               |                 |
| ------ | ---- | --------------------------------- | --------------------------------- | ------------------------------ | ------------------------ | --------------- |
| XLI    | 1990 | Jorge Martínez "Aspar" (JJ-Cobas) | Jorge Martínez "Aspar" (JJ-Cobas) | -                              | Dani Amatriaín (Honda)   |                 |
| XLII   | 1991 | Carles Giró (JJ-Cobas)            | Ferran Mas (Aprilia)              | Luis d'Antín (Honda)           | Xoan López Mella (Honda) |                 |
| XLIII  | 1992 | Carles Giró (Aprilia)             | Luis d'Antín (Honda)              | Luis d'Antín (Honda)           | Xoan López Mella (Honda) |                 |
|        |      | 125cc                             | 250cc                             | Supersport / F-2               |                          |                 |
| XLIV   | 1993 | Dirk Raudies (Honda)              | Luis d'Antín (Honda)              | Pere Riba (Honda)              |                          |                 |
| XLV    | 1994 | Jorge Martínez "Aspar" (Yamaha)   | Luis d'Antín (Honda)              | Gregori Lavilla (Yamaha)       |                          |                 |
| XLVI   | 1995 | Emili Alzamora (Honda)            | Carles Checa (Honda)              | Idalio Gavira (Honda)          |                          |                 |
| XLVII  | 1996 | David García Almansa (Honda)      | Miquel Tey (Honda)                | Pere Riba (Honda)              |                          |                 |
| XLVIII | 1997 | Alvaro Molina (Honda)             | -                                 | Herri Torrontegui (Ducati)     |                          |                 |
| XLIX   | 1998 | Fonsi González Nieto (Aprilia)    | José Luis Cardoso (Yamaha)        | Josep Oriol Fernández (Honda)  |                          |                 |
| L      | 1999 | Jerónimo Vidal (Aprilia)          | Fonsi González Nieto (Yamaha)     | Javier Rodríguez (Yamaha)      |                          |                 |
| LI     | 2000 | Joan Olivé (Honda)                | Fonsi González Nieto (Yamaha)     | Josep Oriol Fernández (Suzuki) |                          |                 |
| LII    | 2001 | Angel Rodríguez (Aprilia)         | Àlex Debón (Aprilia)              | Josep Oriol Fernández (Yamaha) |                          |                 |
|        |      | 125cc                             | 250cc                             | Supersport / F-2               | Fórmula Extreme          | Fórmula Extreme |
| LIII   | 2002 | Hèctor Barberà (Aprilia)          | Héctor Faubel (Aprilia)           | Javier del Amor (Yamaha)       | Daniel Oliver (Suzuki)   |                 |

#### 2003-2013
| Edició | Any  | 125cc                      | Supersport / F-2            | Fórmula Extreme            |
| ------ | ---- | -------------------------- | --------------------------- | -------------------------- |
| LIV    | 2003 | Álvaro Bautista (Aprilia)  | Ivan Silva (Yamaha)         | José David de Gea (Suzuki) |
| LV     | 2004 | Aleix Espargaró (Honda)    | Martín Cárdenas (Yamaha)    | José Luis Cardoso (Yamaha) |
| LVI    | 2005 | Mateo Túnez (Aprilia)      | Arturo Tizón (Yamaha)       | José David de Gea (Honda)  |
| LVII   | 2006 | Pol Espargaró (Derbi)      | David Salom (Yamaha)        | José David de Gea (Honda)  |
| LVIII  | 2007 | Stefan Bradl (Aprilia)     | Paul Gowland (Honda)        | José David de Gea (Suzuki) |
|        |      | 125cc                      | Supersport / F-2            | Extreme                    |
| LIX    | 2008 | Efrén Vázquez (Aprilia)    | Angel Rodríguez (Yamaha)    | Carmelo Morales (Yamaha)   |
| LX     | 2009 | Alberto Moncayo (Aprilia)  | Kev Coghlan (Honda)         | Carmelo Morales (Yamaha)   |
|        |      | 125GP                      | Moto2                       | Stock Extreme              |
| LXI    | 2010 | Maverick Viñales (Aprilia) | Carmelo Morales (LRT Suter) | Xavi Forés (BMW)           |
| LXII   | 2011 | Àlex Rins (Aprilia)        | Jordi Torres (Suter)        | Ivan Silva (Kawasaki)      |
|        |      | Moto3                      | Moto2                       | Stock Extreme              |
| LXIII  | 2012 | Àlex Márquez (Honda)       | Jordi Torres (Suter)        | Carmelo Morales (Kawasaki) |
| LXIV   | 2013 | Fabio Quartararo (KTM)     | Román Ramos (Ariane)        | Xavier Forés (Ducati)      |

### FIM CEV (2014-2021)
| Edició | Any  | Moto3                           | Moto2                        | SBK                      |
| LXV    | 2014 | Fabio Quartararo (Honda)        | Jesko Raffin (Kalex)         | Kenny Noyes (Kawasaki)   |
|        |      |                                 |                              |                          |
| LXVI   | 2015 | Nicolo Bulega (KTM)             | Edgar Pons (Kalex)           | Carmelo Morales (Yamaha) |
| LXVII  | 2016 | Lorenzo Dalla Porta (Husqvarna) | Steven Odendaal (Kalex)      | Carmelo Morales (Yamaha) |
|        |      | Moto3                           | Moto2                        | European Talent Cup      |
| LXVIII | 2017 | Dennis Foggia (KTM)             | Eric Granado (Kalex)         | Manuel González (Honda)  |
| LXIX   | 2018 | Raúl Fernández (KTM)            | Jesko Raffin (Kalex/Suter)   | Xavier Artigas (Honda)   |
| LXX    | 2019 | Jeremy Alcoba (Husqvarna)       | Edgar Pons (Kalex)           | Izan Guevara (Honda)     |
| LXXI   | 2020 | Izan Guevara (KTM)              | Yari Montella (Speed Up)     | David Alonso (Honda)     |
| LXXII  | 2021 | Daniel Holgado (Gas Gas)        | Fermín Aldeguer (Boscoscuro) | Máximo Martínez (Honda)  |

1. ↑  2014: FIM CEV Moto3 International Championship; 2015-2021: FIM CEV Moto3 Junior World Championship; des del 2022: FIM JuniorGP World Championship
2. ↑  2015-2021: Road Racing European Championship - CEV Moto2; des del 2022: Moto2 European Championship, dins el FIM JuniorGP World Championship
3. ↑  Des del 2015: Road Racing European Championship - CEV Superbike; des del 2019: Campionat d'Espanya de Superbike (ESBK)
4. ↑  Des del 2022: Part del FIM JuniorGP World Championship

## Estadístiques

### Campions amb més de 3 títols
| Pilot                  | Títols                                        |
| ---------------------- | --------------------------------------------- |
| Angel Nieto            | 23 (7 x 250cc, 9 x 125cc, 7 x 50cc)           |
| Jorge Martínez "Aspar" | 12 (1 x 250cc, 3 x 125cc, 6 x 80cc, 2 x 50cc) |
| Benjamí Grau           | 11 (4 x 750cc, 4 x 250cc, 3 x 50cc)           |
| Paco González          | 10 (7 x 250cc, 2 x 350cc, 1 x 125cc)          |
| Ricardo Tormo          | 8 (4 x 125cc, 4 x 50cc)                       |
| Carmelo Morales        | 6 (1 x Moto2, 3 x Extreme, 2 x SBK)           |
| Xabier Ortueta         | 5 (2 x 500cc, 3 x 350cc)                      |
| Luis d'Antín           | 5 (2 x Supersport, 3 x 250)                   |
| José Medrano           | 5 (2 x 250cc, 1 x 175cc, 2 x 125cc)           |
| Ramon Torras           | 4 (1 x 250cc, 1 x 175cc, 2 x 125cc)           |
| José David de Gea      | 4 (4 x Fórmula Extreme)                       |

1. ↑  Es comptabilitzen només els títols aconseguits a partir de 1950. No es compten els títols obtinguts en categories Pilots o Afeccionats